# Microdochium sclerotiorum
Microdochium sclerotiorum är en svampart som beskrevs av Mouch. & Samson 1973. Microdochium sclerotiorum ingår i släktet Microdochium, ordningen kolkärnsvampar, klassen Sordariomycetes, divisionen sporsäcksvampar och riket svampar.   Inga underarter finns listade i Catalogue of Life.